# قلعة هونياد

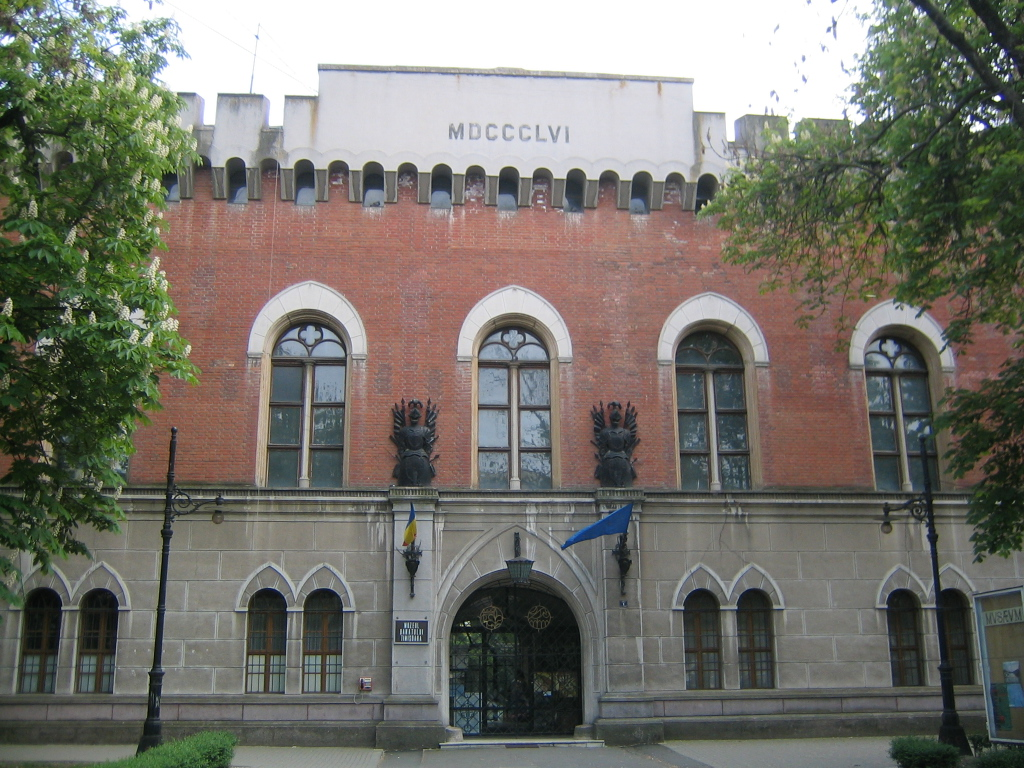
قلعة هونيادي بتيميشوارا

منظر جانبي مع البرج

قلعة هونيادي (بالرومانية: Castelul Huniade) قلعة من أقدم أبنية مدينة تيميشوارا الرومانية، مبنية بين 1443 - 1447 للميلاد، على يد يوحنا هونياد على أنقاض قلعة قديمة مبنية في القرن الرابع عشر، حاليا يضم متحف بانات الوطني.

## تاريخيا

### القلعة القديمة
بنيت القلعة القديمة خلال فترة حكم المملكة المجرية في القرن الرابع عشر، على أثر زيارة الملك كارول روبرت الذي زار المدينة عام 1307, وقرر بناء مكان أقامته فيها، بدأت أعمال البناء على الأغلب على يد عمال إيطاليين وانتهى البناء على الأغلي عام 1315 لأنه عام 1316 كان الملك قد استقر في المدينة ، وقد سكن القلعة قرابة الثمان سنوات. كان البناء يضم ساحة مربعة وأبراج أسطوانية ،بني على جزيرة ويتصل مع البر الأصلي بواسطة جسر متحرك.

### القلعة الجديدة
خلال أعوام 1441 - 1456, دخلت المنطقة تحت حكم يانكو هونيدوارا، حيث قرر بناء مركز له في المدينة، على أنقاض القصر السابق الذي تضرر جراء زلزال ، وقد ساعد ببناء القصر المعمار الإيطالي باولو سانتيني دي دوتشيو الذي كان يعمل للملك آنذاك.

### أعادة البناء
جراء تعاقب الأمبراطوريات الذي أدى لإعادة احتلال المنطقة، فقد أعيد البناء عام 1716 لكن غيرن وظيفته من مقر للأسرة الحاكمة إلى حصن عسكري. عام 1849 وبعد الثورة الهنغارية، دمرت القلعة من الأساسات، مما جعل بناء القلعة صعب للغاية، أنتهي من أعمال البناء عام 1856, وقد غيرت معظم ملامح البناء الأصلية خاصة الواجهة.

## المتحف
عام 1947 تم أنشاء متحف بانات الوطني داخل القلعة الذي يضم أقسام التاريخ وعلوم الطبيعة، حاليا يتم ترميم البناء.